# Nem Vem Que não Tem
"Nem Vem Que não Tem" é uma canção composta por Carlos Imperial e gravada por Wilson Simonal em 1967 e lançada em um compacto de 7 polegadas em setembro do mesmo ano, pela gravadora Odeon. O lado B tem uma versão para a tradicional cantiga de roda "Escravos de Jó", creditada a Wilson Simonal e Luiz Matar. Foi lançada novamente em novembro de 1967 no álbum Alegria, Alegria!!! e uma versão ao vivo está presente no álbum duplo Show em Simonal, lançado em outubro do mesmo ano.

## História
A versão de estúdio conta com o Som Três (conjunto que acompanhava Simonal, com César Camargo Mariano no piano, Sabá no baixo e Toninho na bateria), mais Geraldo Vespar na guitarra e os metais "com champignon", como o cantor chamava os instrumentos de sopro que o acompanhavam: o sax barítono de Aurino, o trompetista Darcy, seu irmão Zé Roberto Simonal no sax, Maurílio no trompete e Juarez no sax tenor. A canção tem como sustentação o piano tocado por César Camargo Mariano que, juntamente com a guitarra de Geraldo Vespar, sola incessantemente. A letra é composta de várias gírias, autoexaltações e demonstração de malandragem. Foi, também, uma das primeiras canções brasileiras a simular uma plateia em estúdio, composta pelos integrantes da banda e da equipe de produção, como se fosse uma gravação ao vivo. Desse modo, é uma vitrine do que é o gênero musical e movimento estético Pilantragem. A canção foi apresentada em junho de 1967 a Simonal, sendo apenas uma letra feita por Carlos Imperial, tendo cabido à banda musicá-la, em meio às gravações do programa televisivo "Show Em Si... Monal" que o cantor apresentava na Rede Record. Naquele mesmo mês, uma versão embrionária da canção foi levada ao ar e seria posteriormente utilizada quando do lançamento do registro ao vivo, Show em Simonal, mais tarde naquele ano.
A canção foi adaptada em francês por Pierre Cour e gravada por Marcel Zanini em 1969, como Tu Veux ou Tu Veux Pas. No ano seguinte, foi regravada por Brigitte Bardot.